# Yulee
Yulee – jednostka osadnicza w Stanach Zjednoczonych, w stanie Floryda, w hrabstwie Nassau.